# Knjižnica Rogaška Slatina
Knjižnica Rogaška Slatina je osrednja splošna knjižnica s sedežem na Celjski cesti 3a (Rogaška Slatina); ustanovljena je bila leta 1974.
Ima dislocirano enoto: Knjižnica Rogatec.